# Leptura spinosula
Leptura spinosula es una especie de escarabajo longicornio del género Leptura, categorizada en la tribu Lepturini, de la subfamilia Lepturinae. Fue descrita por Pesarini & Sabbadini en 2015.

## Descripción
Mide 11,2 mm de longitud.

## Distribución
Se distribuye por China.